# Episodi de La leggenda di Bruce Lee
| nº | Titolo originale | Titolo italiano | Prima TV Cina    | Prima TV Italia |
| -- | ---------------- | --------------- | ---------------- | --------------- |
| 1  | ??               | L'inizio        | 12 ottobre 2008  | 4 aprile 2009   |
| 2  | ??               | L'attesa        | 19 ottobre 2008  | 4 aprile 2009   |
| 3  | ??               | Il rivale       | 26 ottobre 2008  | 11 aprile 2009  |
| 4  | ??               | Il campione     | 2 novembre 2008  | 11 aprile 2009  |
| 5  | ??               | In fuga         | 9 novembre 2008  | 18 aprile 2009  |
| 6  | ??               | L'america       | 16 novembre 2008 | 18 aprile 2009  |
| 7  | ??               | Il riscatto     | 23 novembre 2008 | 25 aprile 2009  |
| 8  | ??               | La scelta       | 30 novembre 2008 | 25 aprile 2009  |
| 9  | ??               | Linda           | 7 dicembre 2008  | 2 maggio 2009   |
| 10 | ??               | Yama-moto       | 14 dicembre 2008 | 2 maggio 2009   |
| 11 | ??               | La lezione      | 21 dicembre 2008 | 9 maggio 2009   |
| 12 | ??               | Il confronto    | 28 dicembre 2008 | 9 maggio 2009   |
| 13 | ??               | La rivincita    | 4 gennaio 2009   | 16 maggio 2009  |
| 14 | ??               | L'inganno       | 11 gennaio 2009  | 16 maggio 2009  |
| 15 | ??               | Oakland         | 18 gennaio 2009  | 23 maggio 2009  |
| 16 | ??               | Cambiamenti     | 25 gennaio 2009  | 23 maggio 2009  |
| 17 | ??               | Il Fantasma     | 1º febbraio 2009 | 30 maggio 2009  |
| 18 | ??               | Vendetta        | 8 febbraio 2009  | 30 maggio 2009  |
| 19 | ??               | Fermarsi        | 15 febbraio 2009 | 6 giugno 2009   |
| 20 | ??               | Jeet Kune Do    | 22 febbraio 2009 | 6 giugno 2009   |
| 21 | ??               | Il cinese       | 1º marzo 2009    | 13 giugno 2009  |
| 22 | ??               | Hollywood       | 8 marzo 2009     | 13 giugno 2009  |
| 23 | ??               | La delusione    | 15 marzo 2009    | 20 giugno 2009  |
| 24 | ??               | La proposta     | 22 marzo 2009    | 20 giugno 2009  |
| 25 | ??               | L'attore        | 29 marzo 2009    | 27 giugno 2009  |
| 26 | ??               | Il cinema       | 5 aprile 2009    | 27 giugno 2009  |
| 27 | ??               | L'Italia        | 12 aprile 2009   | 4 luglio 2009   |
| 28 | ??               | Il successo     | 19 aprile 2009   | 4 luglio 2009   |
| 29 | ??               | Passato         | 26 aprile 2009   | 11 luglio 2009  |
| 30 | ??               | L'immortale     | 3 maggio 2009    | 11 luglio 2009  |